# 坪井龍文
坪井龍文 (つぼい たつふみ、1939年-)は、日本の防衛官僚。元内閣安全保障室長。

## 人物
東京都出身。埼玉県立熊谷高等学校を経て、1962年、東京大学法学部卒業。防衛庁人事局人事第一課長、防衛庁人事局長を経て1992年～1993年の間防衛研究所所長、1993年～1995年、内閣官房内閣安全保障室室長兼内閣総理大臣官房安全保障室長を務める。その他、防衛省職員生活協同組合理事長、公益財団法人埼玉学生誘掖会代表も務める。2009年春の叙勲で瑞宝重光章受章。

## 著書
- オーラル・ヒストリー日本の安全保障と防衛力③坪井龍文〈元内閣官房内閣安全保障室長〉[5]